# サンディスタ・テイ
サンディスタ・テイ（英: Sandister Tei）は、ガーナのジャーナリストで、2020年10月にWikipediaの共同創始者ジミー・ウェールズによって「ウィキメディアン・オブ・ザ・イヤー」に選ばれた。また、ウィキペディア・ガーナ・ユーザー・グループ(Wikimedia Ghana User Group)の共同創設者であり、アクティブボランティアでもある。

## 来歴
テイはガーナのアクラに生まれた。アキモタ・スクールに通い、その後ガーナ大学に入学、地理を専攻した。そして2013年にタローグループからの奨学金を獲得し、カーディフ大学で国際ジャーナリズムの修士号を取った。

## 経歴
カーディフ大学での修士号を取得後、テイは2014年にアルジャジーラのデジタルチャンネルであるAJ+に入社。その後、少しの間だけ Joy FM(ガーナ)のソーシャルメディア担当として勤務し、その後Citi FM (ガーナ)のマルチメディアジャーナリストとして勤務した。そして、ジェシカ・オパレ・サフォロの仲間としてトラフィック・アベニュー・ドライブ・ショー(Traffic Avenue drive time show)に参加した。またシティ・ブレイクファスト・ショー(Citi Breakfast Show)でテック＆ソーシャルメディアトレンドの司会者を務めたこともあった。シティ(Citi)を退社するまで、CitiFMとCitiTVの副番組マネージャーをしていた。テイはマスコミでの仕事以外にもメディアトレーナーとして、ヤング・アフリカン・リーダーズ・イニシアティブやボイス・オブ・アメリカ、 アクラ都議会で研修を行った。テイは2021年からウィキメディア財団の働き始めた。

## ウィキメディアでの活動
テイは2012年に設立されたガーナ人のウィキメディアンのコミュニティであるウィキメディア・ガーナ・ユーザー・グループの共同創設者になった。そこでの活動は色々な支援活動のほかウィキペディアの編集者を採用することなどだった。また、2018年の リ・パブリカアクラでガーナでの風景の自由に関する嘆願をするキャンペーンの立ち上げにも協力した。また、ワシントンDCのウィキメディア・ガーナ・ユーザー・グループを代表してアフリカのウィキペディアのコンテンツを増やすために方法について2012年のWikimaniaで主催者たちと協議した 。翌年、アフリカの編集者の公式会合の一環として香港で開催されたウィキマニアの会合に出席し、ガーナで初めて、正式会合に出席した女性となった。ベルリンでのWikimedia Summit 2019に参加し、アフリカに関するWikimediaのプロジェクトの範囲を増やすことを推進した。テイは「再統合すること」や「さまざまな視点を経験すること」を重要な目標にしてきた。テイは2020年8月15日のYoutubeとFacebookの生放送でWikipediaの共同創始者ジミー・ウェールズによってWikimedian of the Yearに選ばれた。テイはガーナにおける2019年新型コロナウイルス感染症に関するWikimedia projectsで報道したことが称賛され、ガーナにおける新型コロナウイルス感染症とパンデミックの影響を永続的に記録することに貢献した。パンデミックによる渡航制限でウェールズが直接テイに賞を授与することは叶わなかったが、代わりにサプライズでZoom通話を行った。

## その他の活動
ウェールズに居る間、テイはうつ病の診断を受けたが、その後の治療により、症状と成績の両方が向上した。数年間、うつ病と闘った後、気分障害の人たちを支援する団体パープル・ピープル(Purple People)を設立(現在は活動していない)。